# هگزااکسوتری‌سیکلوبوتابنزن
هگزااکسوتری‌سیکلوبوتابنزن (به انگلیسی: Hexaoxotricyclobutabenzene) با فرمول شیمیایی C۱۲O۶ یک ترکیب شیمیایی است. که جرم مولی آن ۲۴۰٫۱۲ g/mol می‌باشد. 